# Supercopa Italiana de Voleibol Masculino de 2021
A Supercopa Italiana de Voleibol Masculino de 2021 foi a 26ª edição desta competição organizada pela Lega Pallavolo Serie A, consórcio de clubes filiado à Federação Italiana de Voleibol (FIPAV) que ocorreu nos dias 23 e 24 de outubro de 2021.
O Trentino Volley conquistou seu terceiro título da competição ao derrotar na final o Volley Milano. O ponteiro búlgaro Matej Kazijski foi eleito o melhor jogador do torneio.

## Regulamento
O torneio foi disputado nas fases semifinais e final.

## Equipes participantes
| Equipe             | Qualificação                                         |
| ------------------ | ---------------------------------------------------- |
| Lube Macerata      | 2.º colocado na fase regular da SuperLega de 2020–21 |
| Volley Milano      | 4.º colocado na fase regular da SuperLega de 2020–21 |
| Sir Safety Perugia | 1.º colocado na fase regular da SuperLega de 2020–21 |
| Trentino Volley    | 3.º colocado na fase regular da SuperLega de 2020–21 |

## Resultados
|  | Semifinais         | Semifinais    |                 |   | Final | Final |
|  |                    |               |                 |   |       |       |
|  |                    |               |                 |   |       |       |
|  |                    |               |                 |   |       |       |
|  | Sir Safety Perugia | 0             |                 |   |       |       |
|  | Sir Safety Perugia | 0             |                 |   |       |       |
|  | Trentino Volley    | 3             |                 |   |       |       |
|  | Trentino Volley    | 3             | Trentino Volley | 3 |       |       |
|  |                    |               | Trentino Volley | 3 |       |       |
|  |                    | Volley Milano | 1               |   |       |       |
|  | Lube Macerata      | Volley Milano | 1               | 1 |       |       |
|  | Lube Macerata      |               |                 | 1 |       |       |
|  | Volley Milano      | 3             |                 |   |       |       |
|  | Volley Milano      | 3             |                 |   |       |       |

#### Semifinais
| Data   | Hora  |                    | Placar |                 | Set 1 | Set 2 | Set 3 | Set 4 | Set 5 | Total | Relatório |
| ------ | ----- | ------------------ | ------ | --------------- | ----- | ----- | ----- | ----- | ----- | ----- | --------- |
| 23 out | 15:15 | Lube Macerata      | 1–3    | Volley Milano   | 22–25 | 16–25 | 25–21 | 20–25 |       | 83–96 | Relatório |
| 23 out | 18:00 | Sir Safety Perugia | 0–3    | Trentino Volley | 21–25 | 21–25 | 23–25 |       |       | 65–75 | Relatório |

#### Final
| Data   | Hora  |                 | Placar |               | Set 1 | Set 2 | Set 3 | Set 4 | Set 5 | Total  | Relatório |
| ------ | ----- | --------------- | ------ | ------------- | ----- | ----- | ----- | ----- | ----- | ------ | --------- |
| 24 out | 16:00 | Trentino Volley | 3–1    | Volley Milano | 25–11 | 25–21 | 31–33 | 25–14 |       | 106–79 | Relatório |

## Premiação
| Supercopa Italiana de 2021           |
| Trentino-Alto Ádige                  |
| ------------------------------------ |
| Trentino Volley Campeão (3.º título) |